# 大瓦伊利艾區
大瓦伊利艾區（西班牙語：Distrito de Huayllay Grande），是秘魯的一個區，位於該國中南部萬卡韋利卡大區的安拉賴斯省，始建於1941年2月28日，面積33.28平方公里，海拔高度3,625米，2005年人口1,430，人口密度每平方公里43人。